# آميلي روتي
اميلي أوكسنبرغ روتي (بالإنجليزية: Amélie Rorty)‏ هي فيلسوفة أمريكية بلجيكية المولد معروفة بعملها في فلسفة العقل (ولا سيما على العواطف)، وتاريخ الفلسفة (وخاصة أرسطو،سبينوزا وديكارت)، والفلسفة الأخلاقية.

## المهنية
حصلت روتي على درجة الماجستير من جامعة شيكاغو في عام 1951، ودرجة الماجستير والدكتوراه من جامعة ييل في عامي 1954 و1961 على التوالي، وعلى درجة الماجستير من جامعة برينستون في علم الإنسان (حيث توقعت الحصول على درجة الدكتوراه الثانية). بدأت حياتها الأكاديمية في كلية ويتون (قداس)(1957-1961)، ثم بدأت التدريس في روتجرز (كلية دوغلاس) في عام 1962 ودرست هناك حتى عام 1988، وبحلول ذلك الوقت كانت قد حققت رتبة أستاذ متميز. وكانت أيضا أستاذة في تاريخ الأفكار (ومديرة البرنامج) في جامعة برانديس من 1995-2003، ومن 2008-2013 كانت أستاذ زائر في جامعة بوسطن واعتبارا من عام 2013، قالت انها سوف تكون أستاذ زائر في جامعة تافتس. وهي أيضا محاضرة في قسم الصحة العالمية والطب الاجتماعي، كلية الطب في جامعة هارفارد.

### العمل
قد عملت روتي في المقام الأول على مشاكل في علم النفس الأخلاقي والتربية الأخلاقية، وهي مهتمة بشكل خاص بالعديد من الوظائف الأخلاقية المميزة - والمتضاربة في كثير من الأحيان - كممارسة اجتماعية، حيث أنها تحدد المحظورات، ومشاريع المثل العليا، وتحدد الواجبات، وتميز الفضائل-استكشاف الجانب المظلم من بعض الفضائل - الشجاعة كما التبجح، والنزاهة والنرجسية الأخلاقية، والتناقض في الحب، كما أنها حللت مزايا المقاومة لالتزامات الأخلاق: فوائد الخداع الذاتي، وإغراءات الأخلاق، والحكمة من التناقض، والمنطق الخفي للعواطف غير العقلانية، وهي تتعامل مع العديد من هذه القضايا تاريخياً (من خلال أرسطو، وسبينوزا، وهومي، وفرويد) والأنثروبولوجيا (إسقاط دراسة للمنفيين والمهاجرين واللاجئين) وهي في الوقت الحاضر تنهي كتاباً بعنوان «أخلاقيات التناقض».
روتي مؤلفة أكثر من 120 مادة علميّة، ومحررة أكثر من إثنا عشر كتاب علميّ من تجارب أصليّة، وقد نشرت مطبعة بيكون في عام 1988 (طبعة غلاف ورقي 1991) لدراسة بعنوان «العقل في العمل: مقالات في فلسفة العقل». كما قامت بتحرير مقالات حول «دي أنيما» لأرسطو (أكسفورد، 1992) مع مارثا نوسباوم، وأسهمت في نشر المشاعر (مطبعة كاليفورنيا الأمريكية، 1980)، ومقالات عن أخلاقيات أرسطو (1980، مطبعة كاليفورنيا). بدأت وعملت كمحررة عامة للدراسات الحديثة في الفلسفة وللمفكرين الرئيسيين (مطبعة جامعة كاليفورنيا). ومن الكتب البارزة الأخرى التي حررتها «وجوه الشر العديدة» (روتليدج، 2001)، وهويات الأشخاص (1976، مطبعة كاليفورنيا) و«وجوه الفلسفة العديدة» (أكسفورد، 2000).

## الحياة الشخصية
ولدت أوكسنبرغ روتي، ابنة اليهود البولنديين كلارا وإسرائيل أوكسنبرغ في بلجيكا وهاجرت مع والديها إلى فيرجينيا، حيث نشأت في مزرعة. والتحقت في سن مبكرة بجامعة شيكاغو، وذهبت لمتابعة الدكتوراه في جامعة ييل، حيث تزوجت من ريتشارد رورتي وهو طالب دراسات عليا  كان لديهم ابن يدعى جاي، وتطلقا في العام 1972. كتبت عن تربيتها في «التبعية والفردية والعمل».

## المكافآت والزمالات الإضافية
- 1971-1973، زميل، كلية كينغز، كامبريدج
- 1984-1985، باحث فخري زائر، فلسفة، جامعة هارفارد
- 1980-1981، عضو معهد الدراسات المتقدمة
- 1990-1991، زميل جون سيمون غوغنهايم
- 1994-1995، زميل مركز وودرو ويلسون
- 2001-2002، فيلسوفة العام المتميزة، جمعية المرأة في الفلسفة
- 2007-2008، زميل، المركز الوطني للعلوم الإنسانية

## الروابط الخارجية
A 2010 interview of Rorty on self-deception on Why? Radio (Institute for Philosophy in Public Life)